# Élections de 2020 aux États-Unis

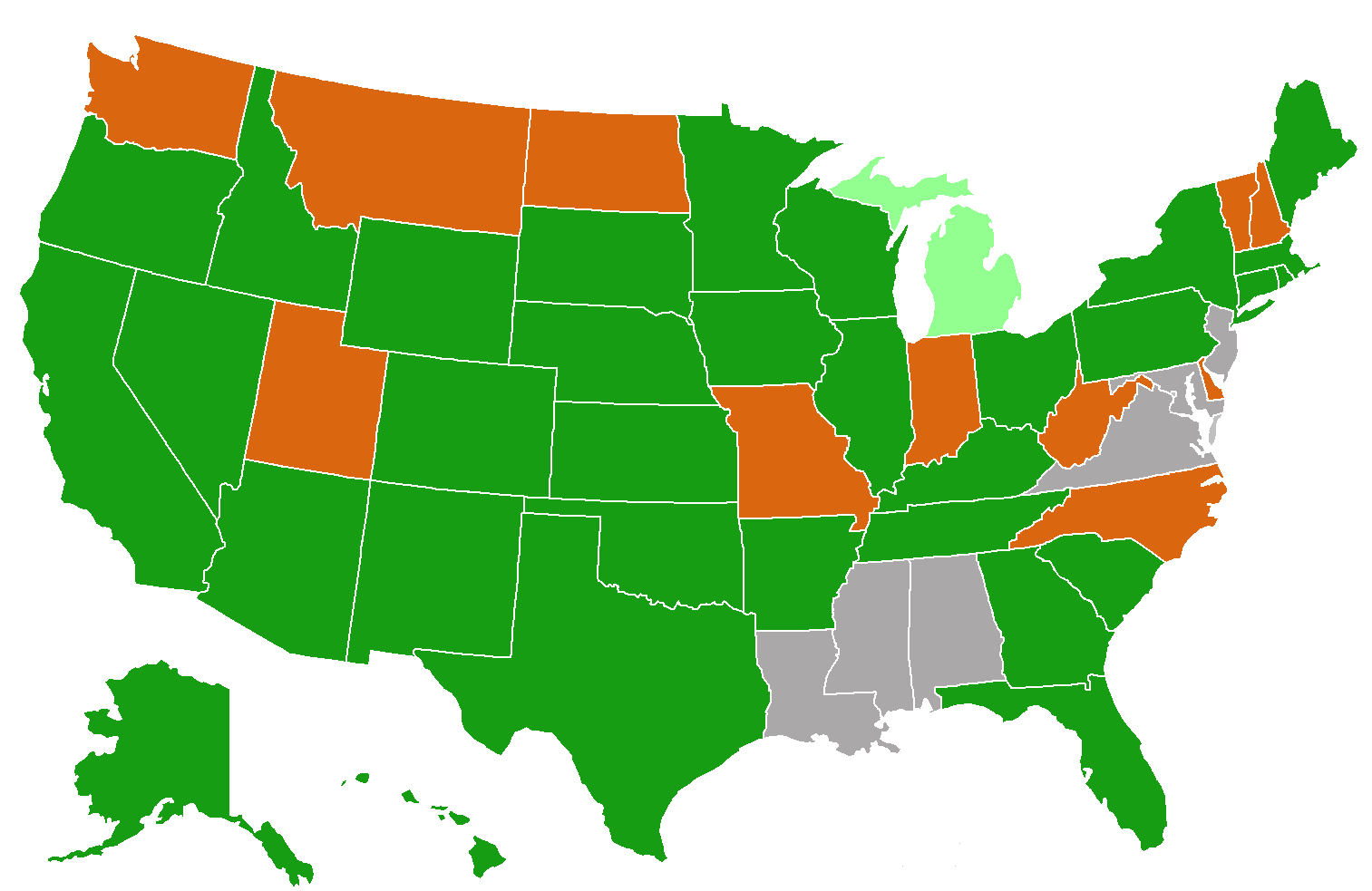
États américains organisant une ou plusieurs élection en 2020 :
Élections du gouverneur et des deux chambres du parlement
Élections des deux chambres du parlement, ou du parlement unicaméral
Élections d'une seule chambre du parlement
Aucune

Les élections de 2020 aux États-Unis ont lieu le mardi 3 novembre 2020 (l’Election Day). Sont ainsi pourvus l'intégralité des 435 sièges de la Chambre des représentants des États-Unis, 35 des 100 sièges du Sénat américain, le poste de président et  vice-président ainsi que 95 législatures et 13 postes de gouverneurs d'État ou de territoires, et de nombreux autres postes au niveau des États, des comtés ou des villes. Un total de 122 référendums sont organisés simultanément au niveau des états et territoires.

## Contexte
Le Parti républicain et le Parti démocrate ont choisi leur ticket présidentiel respectif après leur convention de parti tenue toutes les deux à la fin du mois d'août avec respectivement le président et le vice-président sortant Donald Trump et Mike Pence, après avoir fait face à une opposition symbolique lors des primaires présidentielles du Parti républicain et Joe Biden, après avoir obtenu la majorité des délégués au terme de primaires impactées par l'épidémie de Coronavirus. Il a ensuite choisi Kamala Harris comme co-listière, choix entériné par la convention. Divers autres candidats tiers et indépendants, dont Jo Jorgensen du Parti libertarien et Howie Hawkins du Parti vert, sont également candidats à la présidence. La candidature dans une majorité d'États de Kanye West n'est pas encore assurée.

## Élections nationales

### Présidentielle
Il s'agit de la cinquante-neuvième élection présidentielle américaine depuis la première en 1788-1789.
Le président en fonction, Donald Trump, est candidat à un second mandat. Le candidat du Parti démocrate désigné pour lui faire face est Joe Biden, vice-président de 2009 à 2017. À respectivement 77 et 74 ans, Biden et Trump sont les deux plus vieux candidats démocrate et républicain à la présidence dans l'histoire américaine. Le colistier de Trump est son actuel vice président Mike Pence, celle de Joe Biden est Kamala Harris. 

### Législatives et sénatoriales
Les Démocrates détiennent la majorité à la Chambre des représentants des États-Unis depuis les élections de mid-terms de 2018, tandis que les Républicains contrôlent le Sénat américain depuis les élections de 2014, ayant légèrement renforcé leur majorité en 2016. À moins de vacances et de changement de parti, les Démocrates entreront dans l'élection avec le contrôle d'environ 232 des 435 sièges de la Chambre des représentants, tandis que les Républicains entreront aux élections de 2020 avec le contrôle de 53 des 100 sièges du Sénat. Les 33 sénateurs de la 2e classe (en) seront tous soumis à l'élection, et deux États (Géorgie et Arizona) organisent chacun une élection spéciale pour pourvoir un poste de Sénateur. Les six délégués du Congrès sans droit de vote représentants le district de Columbia et les territoires américains (Porto-Rico, Guam, etc.) seront également élus ce jour-là.

## Élections infranationales
Des élections régulières ont lieu dans 86 des 99 chambres législatives des États et 9 des territoires, tandis que 11 États et 2 territoires organisent des élections pour le poste de gouverneur,. En novembre, un total de 122 référendums au niveau des états et territoires ainsi que diverses autres élections exécutives et judiciaires d'État ont également lieu, neuf autres référendums ayant eu lieu plus tôt dans l'année. Le résultat de ces élections d'État aura un impact majeur sur le cycle de redécoupage des circonscriptions électorales 2020 (en) qui aura lieu après le recensement des États-Unis de 2020. Divers référendums locaux, élections locales ou tribales, dont de nombreux postes de maires, ont également lieu le même jour.

### Gouvernorales
| État                 | Élections    | Gouverneur sortant | Gouverneur sortant   | Gouverneur sortant         | Gouverneur élu | Gouverneur élu      | Gouverneur élu             |
| État                 | Élections    | Nom                | Nom                  | Parti                      | Nom            | Nom                 | Parti                      |
| -------------------- | ------------ | ------------------ | -------------------- | -------------------------- | -------------- | ------------------- | -------------------------- |
| Caroline du Nord     | Gouvernorale |                    | Roy Cooper           | Parti démocrate            |                | Roy Cooper          | Parti démocrate            |
| Dakota du Nord       | Gouvernorale |                    | Doug Burgum          | Parti républicain          |                | Doug Burgum         | Parti républicain          |
| Delaware             | Gouvernorale |                    | John C. Carney       | Parti démocrate            |                | John C. Carney      | Parti démocrate            |
| Indiana              | Gouvernorale |                    | Eric Holcomb         | Parti républicain          |                | Eric Holcomb        | Parti républicain          |
| Missouri             | Gouvernorale |                    | Mike Parson          | Parti républicain          |                | Mike Parson         | Parti républicain          |
| Montana              | Gouvernorale |                    | Steve Bullock        | Parti démocrate            |                | Greg Gianforte      | Parti républicain          |
| New Hampshire        | Gouvernorale |                    | Chris Sununu         | Parti républicain          |                | Chris Sununu        | Parti républicain          |
| Utah                 | Gouvernorale |                    | Gary Herbert         | Parti républicain          |                | Spencer Cox         | Parti républicain          |
| Vermont              | Gouvernorale |                    | Phillip Scott        | Parti républicain          |                | Phillip Scott       | Parti républicain          |
| Virginie-Occidentale | Gouvernorale |                    | Jim Justice          | Parti républicain          |                | Jim Justice         | Parti républicain          |
| Washington           | Gouvernorale |                    | Jay Inslee           | Parti démocrate            |                | Jay Inslee          | Parti démocrate            |
| Territoire           | Pages        | Gouverneur sortant | Gouverneur sortant   | Gouverneur sortant         | Gouverneur élu | Gouverneur élu      | Gouverneur élu             |
| Territoire           | Pages        | Nom                | Nom                  | Parti                      | Nom            | Nom                 | Parti                      |
| Porto Rico           | Gouvernorale |                    | Wanda Vázquez        | Nouveau Parti progressiste |                | Pedro Pierluisi     | Nouveau Parti progressiste |
| Samoa américaines    | Gouvernorale |                    | Lolo Matalasi Moliga | Indépendant                |                | Lemanu Peleti Mauga | Indépendant                |

### Parlementaires
| État                        | Élections    | Majorité sortante | Majorité sortante          | Majorité élue | Majorité élue             |
| --------------------------- | ------------ | ----------------- | -------------------------- | ------------- | ------------------------- |
| Alaska                      | Législatives |                   | Bipartisane                |               | Bipartisane               |
| Alaska                      | Sénatoriales |                   | Parti républicain          |               | Parti républicain         |
| Arizona                     | Législatives |                   | Parti républicain          |               | Parti républicain         |
| Arizona                     | Sénatoriales |                   | Parti républicain          |               | Parti républicain         |
| Arkansas                    | Législatives |                   | Parti républicain          |               | Parti républicain         |
| Arkansas                    | Sénatoriales |                   | Parti républicain          |               | Parti républicain         |
| Californie                  | Législatives |                   | Parti démocrate            |               | Parti démocrate           |
| Californie                  | Sénatoriales |                   | Parti démocrate            |               | Parti démocrate           |
| Caroline du Nord            | Législatives |                   | Parti républicain          |               | Parti républicain         |
| Caroline du Nord            | Sénatoriales |                   | Parti républicain          |               | Parti républicain         |
| Caroline du Sud             | Législatives |                   | Parti républicain          |               | Parti républicain         |
| Caroline du Sud             | Sénatoriales |                   | Parti républicain          |               | Parti républicain         |
| Colorado                    | Législatives |                   | Parti démocrate            |               | Parti démocrate           |
| Colorado                    | Sénatoriales |                   | Parti démocrate            |               | Parti démocrate           |
| Connecticut                 | Législatives |                   | Parti démocrate            |               | Parti démocrate           |
| Connecticut                 | Sénatoriales |                   | Parti démocrate            |               | Parti démocrate           |
| Dakota du Nord              | Législatives |                   | Parti républicain          |               | Parti républicain         |
| Dakota du Nord              | Sénatoriales |                   | Parti républicain          |               | Parti républicain         |
| Dakota du Sud               | Législatives |                   | Parti républicain          |               | Parti républicain         |
| Dakota du Sud               | Sénatoriales |                   | Parti républicain          |               | Parti républicain         |
| Delaware                    | Législatives |                   | Parti démocrate            |               | Parti démocrate           |
| Delaware                    | Sénatoriales |                   | Parti démocrate            |               | Parti démocrate           |
| Floride                     | Législatives |                   | Parti républicain          |               | Parti républicain         |
| Floride                     | Sénatoriales |                   | Parti républicain          |               | Parti républicain         |
| Géorgie                     | Législatives |                   | Parti républicain          |               | Parti républicain         |
| Géorgie                     | Sénatoriales |                   | Parti républicain          |               | Parti républicain         |
| Hawaï                       | Législatives |                   | Parti démocrate            |               | Parti démocrate           |
| Hawaï                       | Sénatoriales |                   | Parti démocrate            |               | Parti démocrate           |
| Idaho                       | Législatives |                   | Parti républicain          |               | Parti républicain         |
| Idaho                       | Sénatoriales |                   | Parti républicain          |               | Parti républicain         |
| Illinois                    | Législatives |                   | Parti démocrate            |               | Parti démocrate           |
| Illinois                    | Sénatoriales |                   | Parti démocrate            |               | Parti démocrate           |
| Indiana                     | Législatives |                   | Parti républicain          |               | Parti républicain         |
| Indiana                     | Sénatoriales |                   | Parti républicain          |               | Parti républicain         |
| Iowa                        | Législatives |                   | Parti républicain          |               | Parti républicain         |
| Iowa                        | Sénatoriales |                   | Parti républicain          |               | Parti républicain         |
| Kansas                      | Législatives |                   | Parti républicain          |               | Parti républicain         |
| Kansas                      | Sénatoriales |                   | Parti républicain          |               | Parti républicain         |
| Kentucky                    | Législatives |                   | Parti républicain          |               | Parti républicain         |
| Kentucky                    | Sénatoriales |                   | Parti républicain          |               | Parti républicain         |
| Maine                       | Législatives |                   | Parti démocrate            |               | Parti démocrate           |
| Maine                       | Sénatoriales |                   | Parti démocrate            |               | Parti démocrate           |
| Massachusetts               | Législatives |                   | Parti démocrate            |               | Parti démocrate           |
| Massachusetts               | Sénatoriales |                   | Parti démocrate            |               | Parti démocrate           |
| Michigan                    | Législatives |                   | Parti républicain          |               | Parti républicain         |
| Minnesota                   | Législatives |                   | Parti démocrate            |               | Parti démocrate           |
| Minnesota                   | Sénatoriales |                   | Parti républicain          |               | Parti républicain         |
| Missouri                    | Législatives |                   | Parti républicain          |               | Parti républicain         |
| Missouri                    | Sénatoriales |                   | Parti républicain          |               | Parti républicain         |
| Montana                     | Législatives |                   | Parti républicain          |               | Parti républicain         |
| Montana                     | Sénatoriales |                   | Parti républicain          |               | Parti républicain         |
| Nebraska                    | Législatives |                   | Parti républicain          |               | Parti républicain         |
| Nevada                      | Législatives |                   | Parti démocrate            |               | Parti démocrate           |
| Nevada                      | Sénatoriales |                   | Parti démocrate            |               | Parti démocrate           |
| New Hampshire               | Législatives |                   | Parti démocrate            |               | Parti républicain         |
| New Hampshire               | Sénatoriales |                   | Parti démocrate            |               | Parti républicain         |
| New York                    | Législatives |                   | Parti démocrate            |               | Parti démocrate           |
| New York                    | Sénatoriales |                   | Parti démocrate            |               | Parti démocrate           |
| Nouveau-Mexique             | Législatives |                   | Parti démocrate            |               | Parti démocrate           |
| Nouveau-Mexique             | Sénatoriales |                   | Parti démocrate            |               | Parti démocrate           |
| Ohio                        | Législatives |                   | Parti républicain          |               | Parti républicain         |
| Ohio                        | Sénatoriales |                   | Parti républicain          |               | Parti républicain         |
| Oklahoma                    | Législatives |                   | Parti républicain          |               | Parti républicain         |
| Oklahoma                    | Sénatoriales |                   | Parti républicain          |               | Parti républicain         |
| Oregon                      | Législatives |                   | Parti démocrate            |               | Parti démocrate           |
| Oregon                      | Sénatoriales |                   | Parti démocrate            |               | Parti démocrate           |
| Pennsylvanie                | Législatives |                   | Parti républicain          |               | Parti républicain         |
| Pennsylvanie                | Sénatoriales |                   | Parti républicain          |               | Parti républicain         |
| Rhode Island                | Législatives |                   | Parti démocrate            |               | Parti démocrate           |
| Rhode Island                | Sénatoriales |                   | Parti démocrate            |               | Parti démocrate           |
| Tennessee                   | Législatives |                   | Parti républicain          |               | Parti républicain         |
| Tennessee                   | Sénatoriales |                   | Parti républicain          |               | Parti républicain         |
| Texas                       | Législatives |                   | Parti républicain          |               | Parti républicain         |
| Texas                       | Sénatoriales |                   | Parti républicain          |               | Parti républicain         |
| Utah                        | Législatives |                   | Parti républicain          |               | Parti républicain         |
| Utah                        | Sénatoriales |                   | Parti républicain          |               | Parti républicain         |
| Vermont                     | Législatives |                   | Parti démocrate            |               | Parti démocrate           |
| Vermont                     | Sénatoriales |                   | Parti démocrate            |               | Parti démocrate           |
| Virginie-Occidentale        | Législatives |                   | Parti républicain          |               | Parti républicain         |
| Virginie-Occidentale        | Sénatoriales |                   | Parti républicain          |               | Parti républicain         |
| Washington                  | Législatives |                   | Parti démocrate            |               | Parti démocrate           |
| Washington                  | Sénatoriales |                   | Parti démocrate            |               | Parti démocrate           |
| Wisconsin                   | Législatives |                   | Parti républicain          |               | Parti républicain         |
| Wisconsin                   | Sénatoriales |                   | Parti républicain          |               | Parti républicain         |
| Wyoming                     | Législatives |                   | Parti républicain          |               | Parti républicain         |
| Wyoming                     | Sénatoriales |                   | Parti républicain          |               | Parti républicain         |
| Territoire                  | Élections    | Majorité sortante | Majorité sortante          | Majorité élue | Majorité élue             |
| Guam                        | Sénatoriales |                   | Parti démocrate            |               | Parti démocrate           |
| Îles Mariannes du Nord      | Législatives |                   | Parti républicain          |               | Parti républicain         |
| Îles Mariannes du Nord      | Sénatoriales |                   | Parti républicain          |               | Parti républicain         |
| Îles Vierges des États-Unis | Législatives |                   | Parti démocrate            |               | Parti démocrate           |
| Porto Rico                  | Législatives |                   | Nouveau parti progressiste |               | Parti populaire démocrate |
| Porto Rico                  | Sénatoriales |                   | Nouveau parti progressiste |               | Parti populaire démocrate |
| Samoa américaines           | Législatives |                   | Non partisane              |               | Non partisane             |
| Samoa américaines           | Sénatoriales |                   | Non partisane              |               | Non partisane             |
| Washington D.C.             | Législatives |                   | Parti démocrate            |               | Parti démocrate           |

### Référendums
La population de 32 États et 2 territoires est amenée à se prononcer sur un total de 131 référendums d'initiative populaire ou parlementaire portant sur des projets de lois ou des amendements constitutionnels, dont 122 en novembre. La liste suivante est non exhaustive. 
| État                        | Référendum                                                             | Résultats | Résultats |
| État                        | Référendum                                                             | Pour      | Contre    |
| --------------------------- | ---------------------------------------------------------------------- | --------- | --------- |
| Alabama                     | Redéfinition du droit de vote                                          | 77,1      | 22,99     |
| Alaska                      | Augmentation des taxes sur la production pétrolière                    | 42,14     | 57,86     |
| Alaska                      | Vote à second tour instantané et financement des campagnes électorales | 50,55     | 49,45     |
| Arizona                     | Légalisation du cannabis                                               | 60,03     | 39,97     |
| Arizona                     | Création d'une nouvelle tranche d'impôt                                | 51,75     | 48,25     |
| Arkansas                    | Limitation du nombre de mandats des parlementaires                     |           |           |
| Arkansas                    | Restriction des référendums                                            |           |           |
| Californie                  | Légalisation de la discrimination                                      | 42,77     | 57,23     |
| Californie                  | Droit de vote des condamnés pour délits                                | 58,55     | 41,45     |
| Californie                  | Droit de vote aux primaires à dix sept ans                             | 43,96     | 56,04     |
| Californie                  | Fin du système des cautions                                            | 43,59     | 56,41     |
| Californie                  | Statut des conducteurs des services par applications                   | 58,63     | 41,37     |
| Californie                  | Taxation des achats de terrain                                         | 48,03     | 51,97     |
| Californie                  | Contrôle des loyers                                                    | 40,15     | 59,85     |
| Colorado                    | Adoption du National Popular Vote Interstate Compact                   | 52,33     | 47,67     |
| Colorado                    | Réintroduction du loup gris                                            | 50,91     | 49,09     |
| Colorado                    | Redéfinition du droit de vote                                          | 62,90     | 37,10     |
| Colorado                    | Abolition de l'amendement Gallagher                                    | 57,52     | 42,48     |
| Colorado                    | Augmentation de la taxe sur le tabac et la nicotine                    | 67,56     | 32,44     |
| Dakota du Sud               | Légalisation du cannabis                                               | 54,18     | 45,82     |
| Dakota du Sud               | Légalisation du cannabis médical                                       | 69,92     | 30,08     |
| Floride                     | Primaires ouvertes                                                     | 57,03     | 42,97     |
| Floride                     | Redéfinition du droit de vote                                          | 79,29     | 20,71     |
| Floride                     | Conditions de révision de la constitution de l'état                    | 47,53     | 52,47     |
| Illinois                    | Impôt progressif                                                       | 46,73     | 53,27     |
| Kentucky                    | Extension de la durée des mandats des juges                            |           |           |
| Massachusetts               | Vote alternatif                                                        | 45,22     | 54,78     |
| Massachusetts               | Droit de réparer dans le secteur automobile                            | 74,97     | 25,03     |
| Mississippi                 | Légalisation du cannabis médical                                       | 68,52     | 31,48     |
| Mississippi                 | Élection du gouverneur en deux tours                                   | 79,28     | 20,72     |
| Mississippi                 | Nouveau drapeau                                                        | 72,98     | 27,02     |
| Missouri                    | Redécoupage électoral bipartisan                                       | 51,02     | 48,98     |
| Missouri                    | Limitation du nombre de mandats des élus                               | 48,03     | 51,97     |
| Montana                     | Légalisation du cannabis                                               | 56,90     | 43,10     |
| Montana                     | Age légal d'utilisation du cannabis                                    | 57,84     | 42,16     |
| Nebraska                    | Imposition des jeux d'argent                                           |           |           |
| New Jersey                  | Légalisation du cannabis                                               | 66,94     | 33,06     |
| New Jersey                  | Report du redécoupage électoral                                        | 57,79     | 42,21     |
| Nouveau-Mexique             | Dates d'élections et mandats des élus                                  |           |           |
| Oregon                      | Réglementation des dépenses de campagne                                | 78,31     | 21,69     |
| Oregon                      | Augmentation de la taxe sur le tabac et la nicotine                    | 66,34     | 33,66     |
| Oregon                      | Légalisation de la Psilocybine                                         | 55,75     | 44,25     |
| Oregon                      | Décriminalisation des drogues dures                                    | 58,46     | 41,54     |
| Rhode Island                | Modification du nom de l’État                                          | 53,12     | 46,88     |
| Virginie                    | Commission de redécoupage électoral                                    |           |           |
| Washington                  | Éducation sexuelle                                                     |           |           |
| Territoire                  | Référendum                                                             | Résultats | Résultats |
| Territoire                  | Référendum                                                             | Pour      | Contre    |
| Îles Vierges des États-Unis | Convocation d'une assemblée constituante                               | 71,92     | 28,08     |
| Porto Rico                  | Accession au statut d’État                                             | 52,52     | 47,48     |